# 福建省第十五届运动会
福建省第十五届运动会（英語：The 15th Games Of FuJian ZhangZhou）是一场在漳州市舉辦的運動會，将於2014年10月25日在漳州开幕，将有福建省9個市的代表队参赛，运动会的预赛于7月5日在漳州市正式开赛。

## 简介
“福建省运动会”是由福建省体育局等机构主办的运动会，基本上是每4年举办一次，已举办了14届。
第十五届省运会预计会有12000多名运动员、裁判员、教练员及嘉宾前往参赛或观看。比赛主要分为两个阶段：第一阶段为9月份，第二阶段为10月10日至10月30日，一些项目除外。比赛将分为27个大项、542个小项，将会产生542枚金牌。
此届运动会会徽为《盛世吉祥》，会歌为《让生命绽放》，吉祥物为“阿仙”、“阿福”。运动会期间，约有1200名志愿者将在比赛中开展志愿服务；此外，一些安排在学校的比赛项目，将由所在学校的学生志愿者进行志愿服务。
参赛城市：福州、厦门、三明、莆田、泉州、漳州、宁德、南平、龙岩。

## 历届运动会一览表
| 届数     | 年份   | 举办城市 | 备注                                               |
| -------- | ------ | -------- | -------------------------------------------------- |
| 第九届   | 1986年 | 漳州     | 3848人参赛                                         |
| 第十届   | 1990年 | 福州     | 6711人参赛，台湾所属的金门县首次派出观摩团和裁判员 |
| 第十一届 | 1998年 | 泉州     | 4100人参赛                                         |
| 第十二届 | 2002年 | 福州     | 4971人参赛                                         |
| 第十三届 | 2006年 | 龙岩     |                                                    |
| 第十四届 | 2010年 | 莆田     |                                                    |
| 第十五届 | 2014年 | 漳州     | 预计12000多人参赛                                  |